# Alpe di Succiso
L'Alpe di Succiso è uno fra i monti più alti del tratto dell'Appennino settentrionale che sovrasta il passo del Cerreto e il passo del Lagastrello. La vetta raggiunge i 2.017 metri sul livello del mare ed è situata nel comune di Ventasso (fino al 2015 comune di Ramiseto) (RE).

## Descrizione
La montagna, che si trova non troppo distante dal Monte Cimone (circa 40 km in linea d'aria), ha una struttura piramidale solcata da grandi canaloni. L'anticima, il Monte Casarola, raggiunge l'altezza di 1.979 metri. Dal punto di vista alpinistico è considerata, per la sua conformazione rocciosa e le notevoli pendenze, tra le montagne più interessanti dell'Appennino Tosco-Emiliano. Si trova spostata leggermente a nord rispetto al Crinale appenninico principale, separata dal Passo di Pietratagliata.
Dalle sue pendici sud nasce il fiume Secchia, affluente di destra del Po, mentre sul versante posto a Nord-Ovest nasce il Torrente Liocca, uno dei principali affluenti del fiume Enza che separa , per tutto il suo corso,  la Provincia di Reggio Emilia da quella di Parma. L'Alpe di Succiso divide lo spartiacque tra valle del Secchia e Alta Valdenza, della quale domina il panorama. La montagna è interamente parte del Parco nazionale dell'Appennino Tosco-Emiliano.
In condizioni di buona visibilità, dalla cima si può ammirare un panorama che va dalle alte valli del Secchia e del torrente Enza fino all'arco alpino a nord, e sulle Alpi Apuane, golfo della Spezia, Corsica e Arcipelago Toscano a sud.

## Escursioni
La cima è accessibile dal Passo del Cerreto, seguendo il sentiero che conduce alle sorgenti del Secchia attraverso il Passo dell'Ospedalaccio e quindi al passo di Pietratagliata. Il sentiero CAI 667 collega il Passo della Scalucchia (1367 m) alla cima dell'Alpe passando per quella del M.te Casarola.
Nel vallone Rio Pascolo a quota 1.570 m si trova il rifugio "Paolo Consiglio",  questo si divide in due ambienti: uno non custodito come classico ricovero di emergenza, l'altro accessibile previa  richiesta (archiviato dall'url originale il 4 marzo 2016). con 23 posti letto e un locale per cucinare. Questo è un punto di partenza ideale per escursioni verso la vetta dell'Alpe. Si raggiunge in circa 3 ore e 30 minuti partendo da Succiso Nuovo a quota 980 m e seguendo il sentiero n. 655 del CAI, dal Passo della Scalucchia (sentiero n. 667-669), oppure imboccando il sentiero n. 671 (sulla strada tra il paese ed il passo)

## Galleria d'immagini

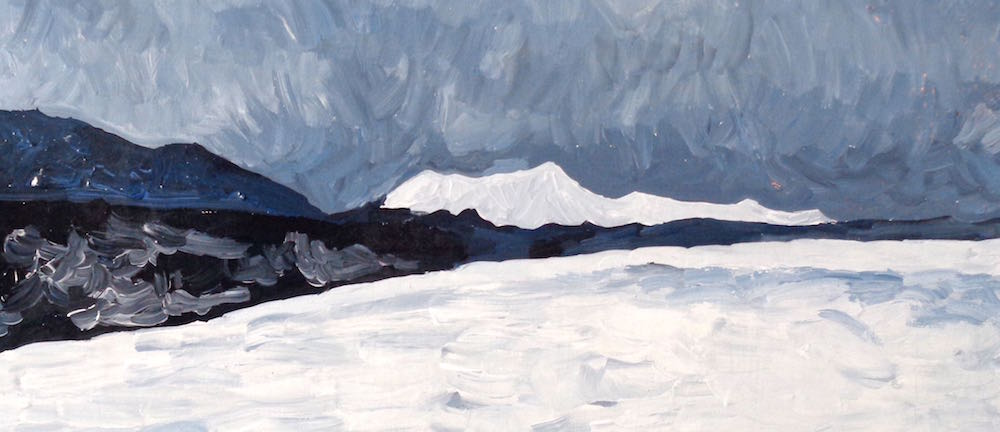
L'Alpe di Succiso vista dai prati di Castrignano
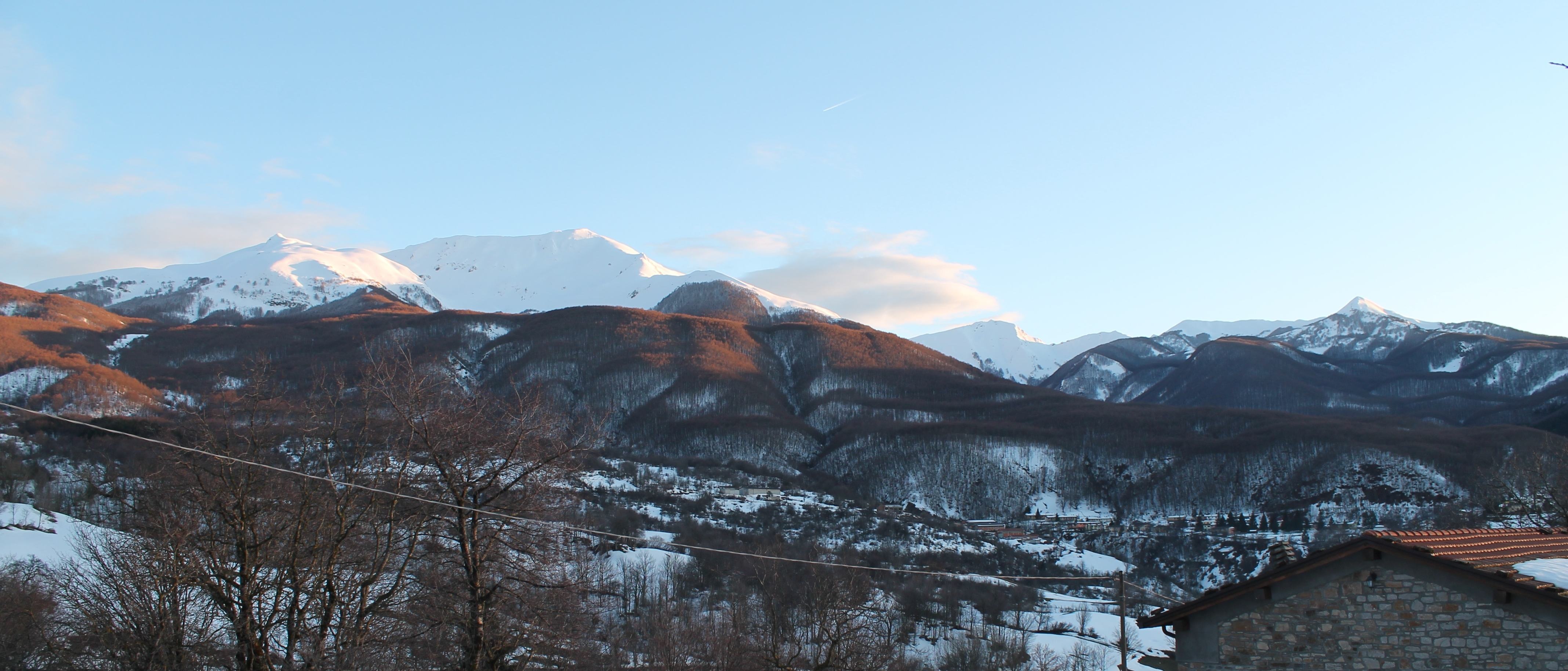
M.te Casarola, Alpe di Succiso, Groppi di Camporaghena e M.te Acuto
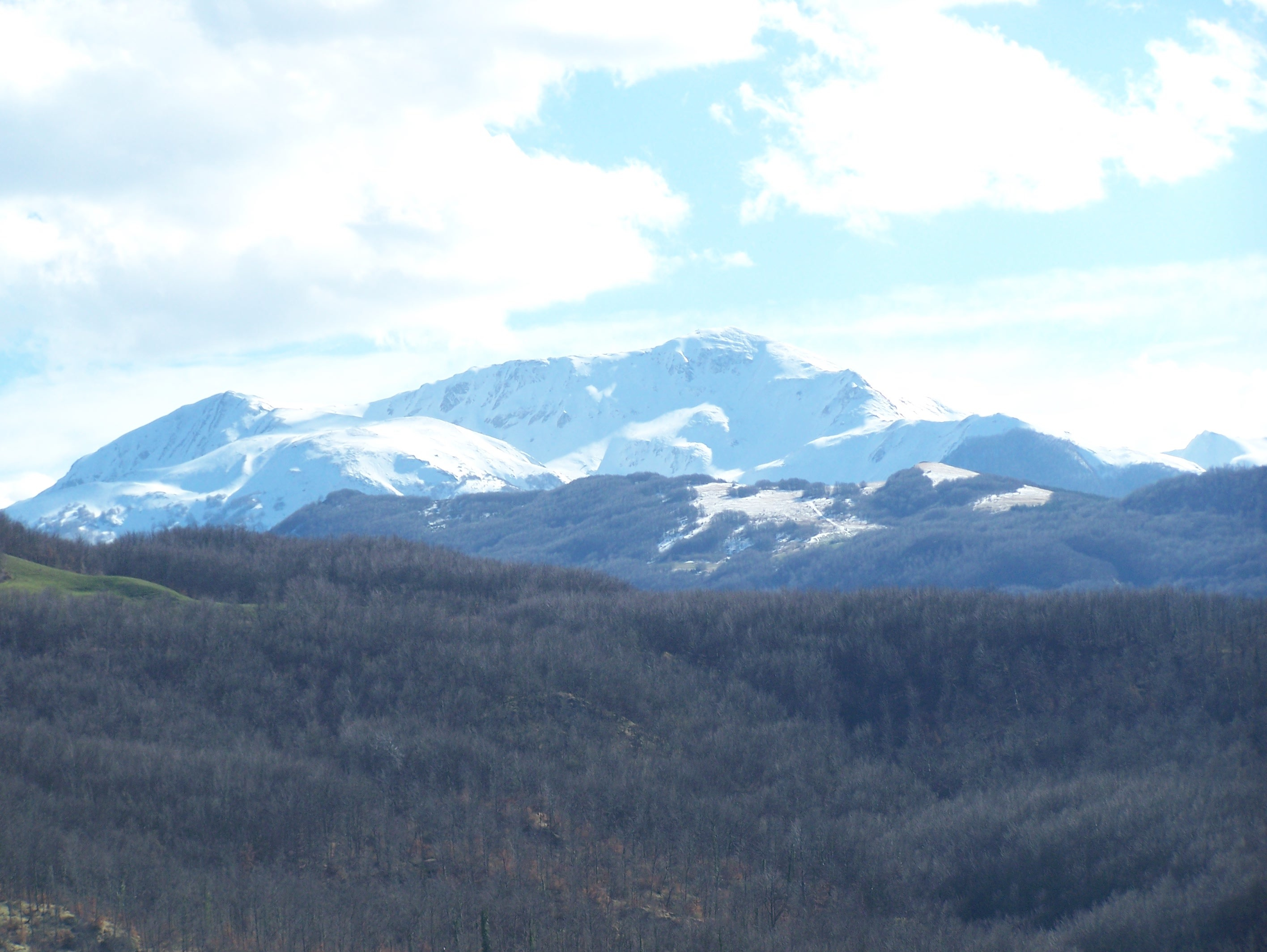
L'Alpe vista dalla Valdenza.
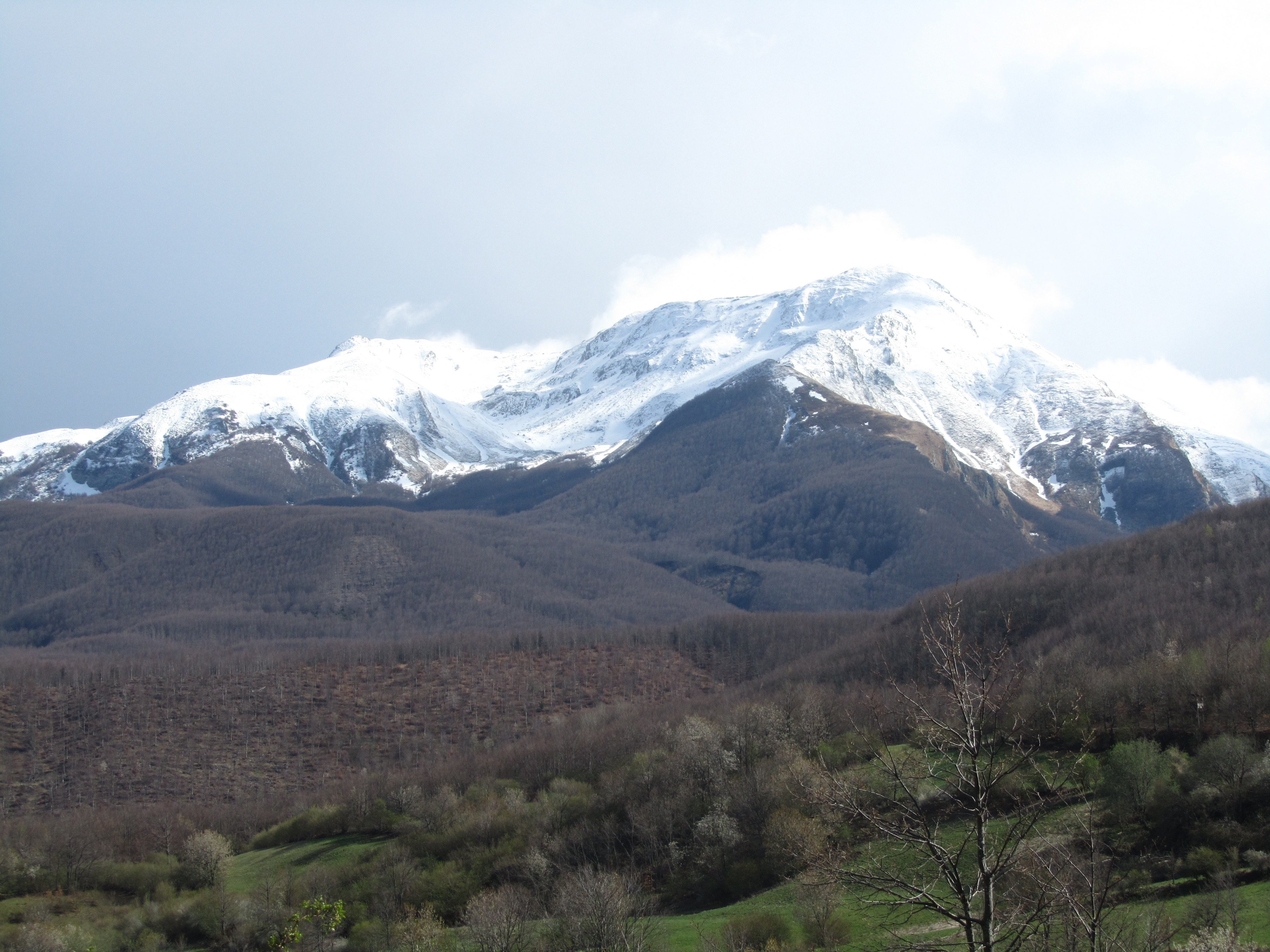
Alpe di Succiso vista da Miscoso, Ramiseto
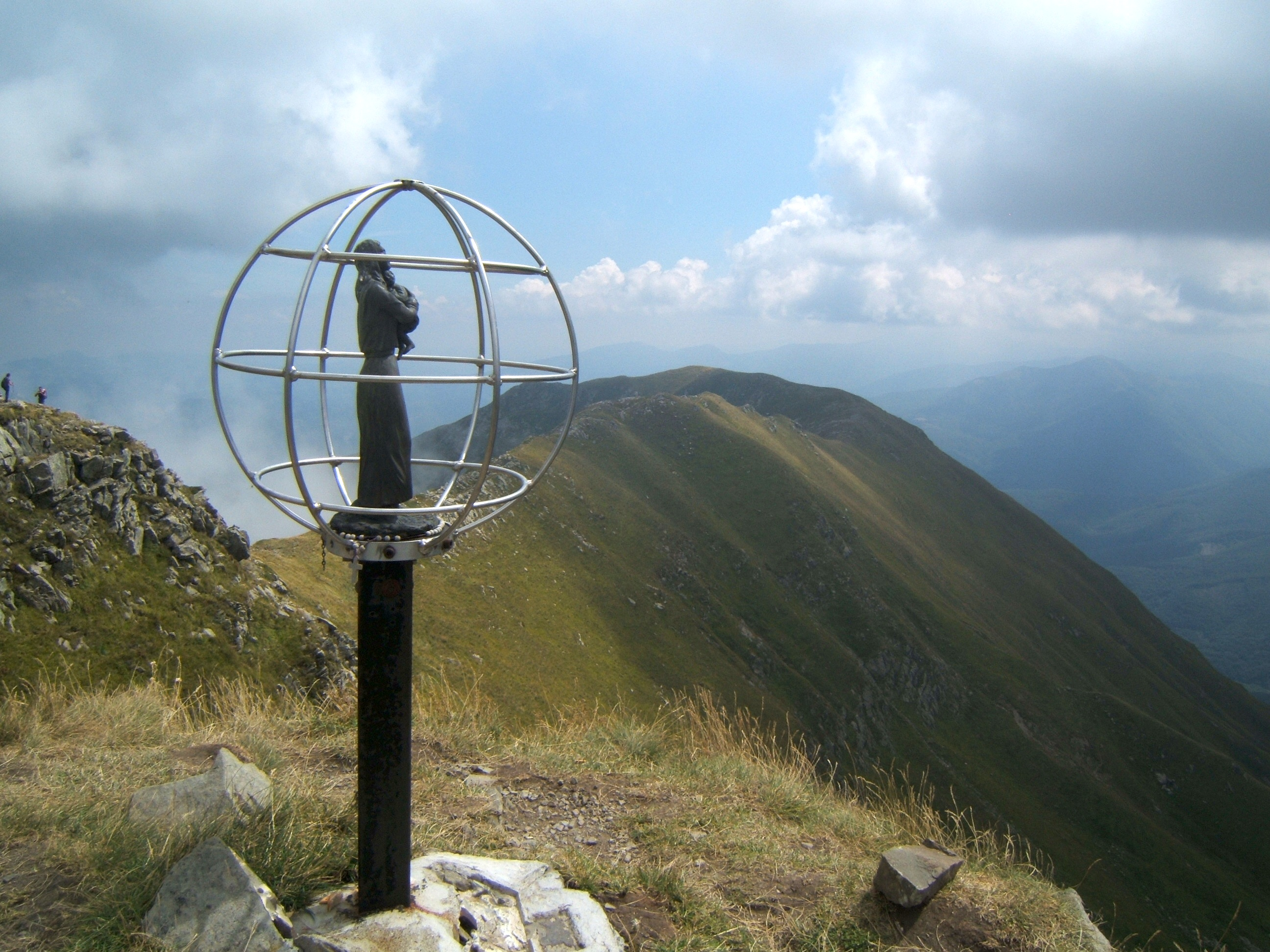
La cima dell'Alpe di Succiso e il M.te Casarola
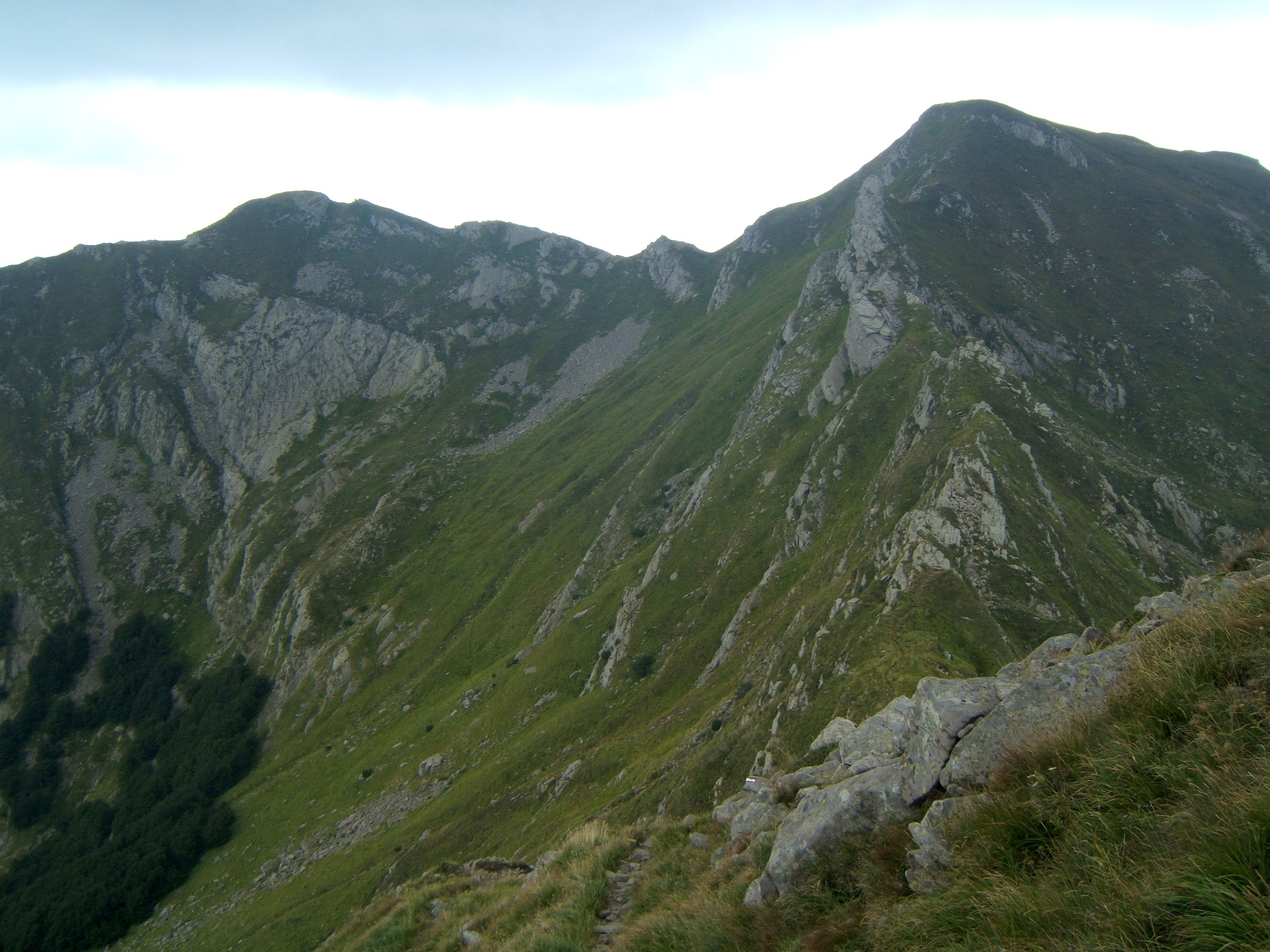
Passo di Pietratagliata (1750 m)
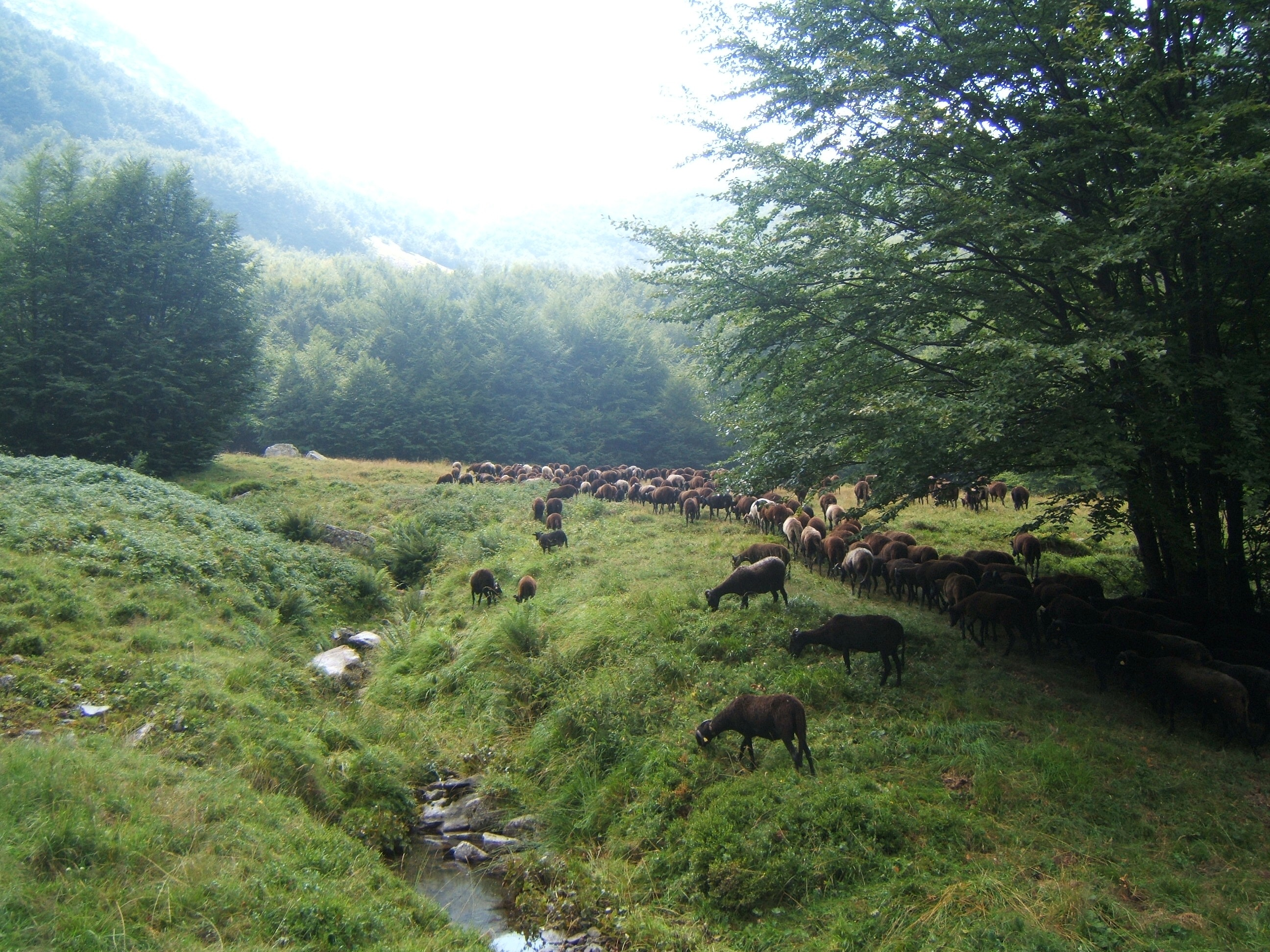
Pecore al pascolo presso la piana dei Ghiaccioni (1.375 m)
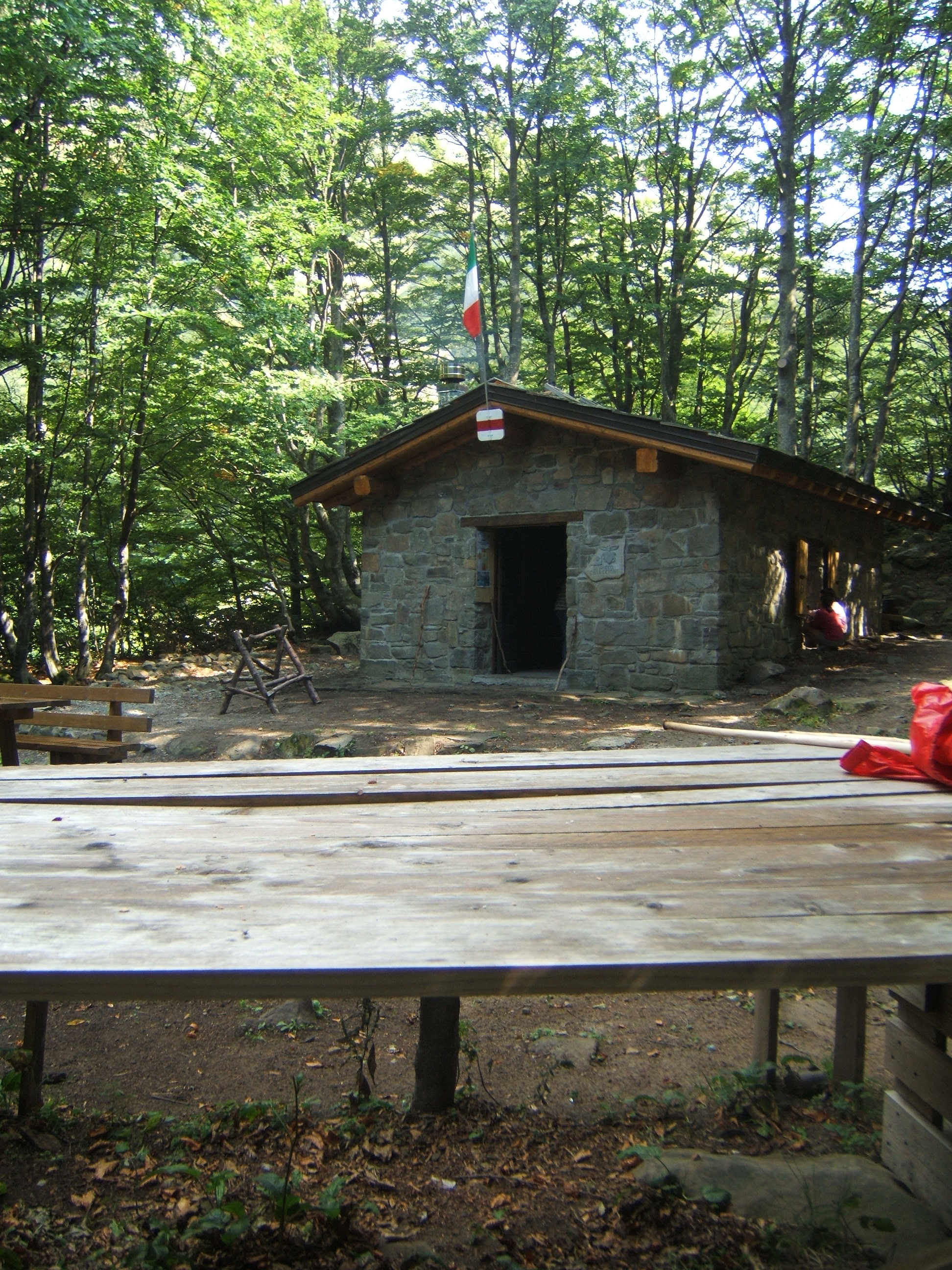
Bivacco Ghiaccioni recentemente restaurato
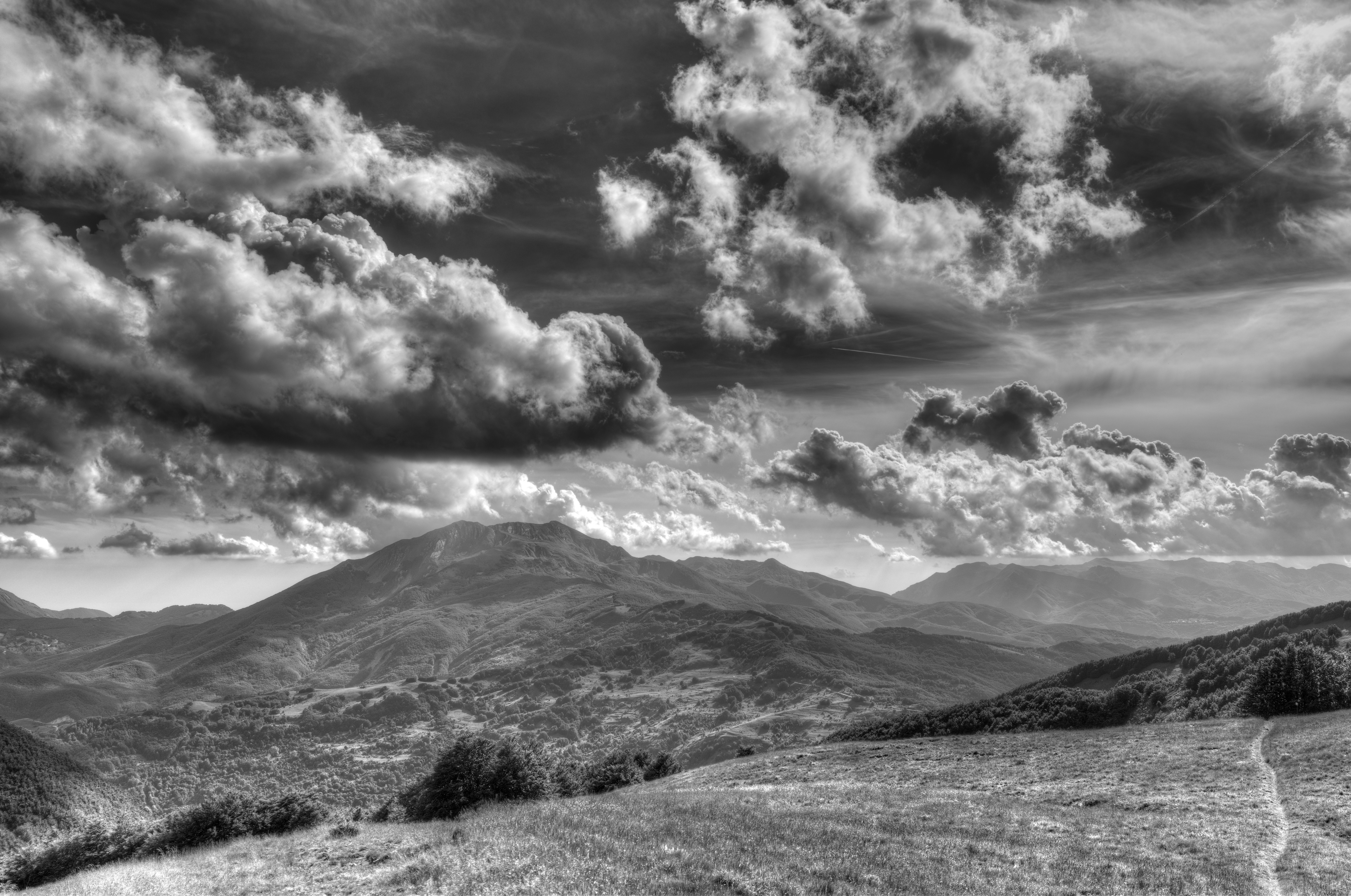
L'Alpe dal Ventasso